# La cugina Fanny
La cugina Fanny  (Fanny Hill) è un film del 1964, diretto da Russ Meyer tratto dal romanzo Fanny Hill. Memorie di una donna di piacere di John Cleland.
In origine doveva essere diretto da Douglas Sirk, che rinunciò al progetto. Quindi Albert Zugsmith, importante produttore della Universal Pictures, propose il film a Russ Meyer, reduce dal successo di Lorna. Meyer accettò, e abbandonò temporaneamente il bianco e nero e i toni violenti dei film precedenti.

## Trama
Nel XIX secolo la giovane Fanny Hill, orfana e povera, arriva a Londra. Finisce in un bordello, ma viene salvata da un giovane innamorato di lei.

## Produzione
Il rapporto tra Meyer e Zugsmith si rivelò difficile: due giorni prima della fine delle riprese, Zugsmith mise infatti mano al film ed estromise Meyer dal montaggio. Meyer ripudiò il film, e non ne conservò nemmeno una copia.

### Cast
Laetitia Roman era stata nel 1962 la protagonista del thriller diretto da Mario Bava La ragazza che sapeva troppo. Miriam Hopkins era stata l'interprete di alcuni film di Ernst Lubitsch.

## Curiosità
- In Motorpsycho!, diretto da Meyer nel 1965, la protagonista Haji nel ricordare il suo passato violento dice ad un uomo: «Che ti aspettavi? La storia di Fanny Hill?».